# Californische kuifkwartel

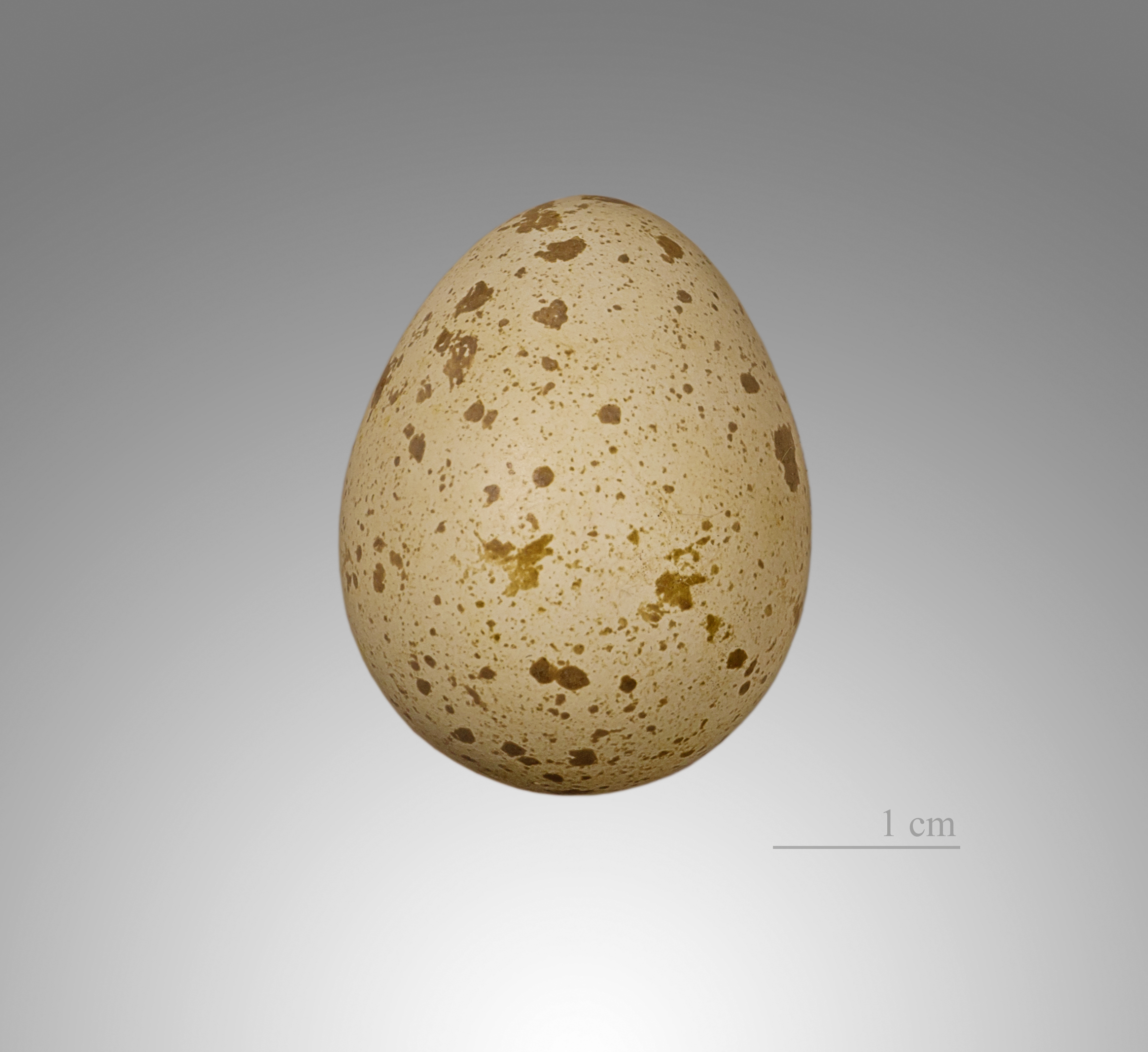
Callipepla californica

De Californische kuifkwartel (Callipepla californica) is een vogel uit de familie Odontophoridae. De wetenschappelijke naam van de soort is voor het eerst geldig gepubliceerd in 1798 door Shaw.

## Kenmerken
Het verenkleed van het mannetje is blauw-groen. Rond het oog bevindt zich een felrode vlek. Deze standvogel heeft een lange, zwarte, druppelvormige kuif, een zwart-witte koptekening en een gouden schubtekening op de onderdelen. Het kleinere vrouwtje heeft een kleinere kuif en een overwegend grijs verenkleed met ook die gouden schubtekening op de onderdelen. De lichaamslengte bedraagt 25 cm en het gewicht 175 gram.

## Leefwijze
Deze in groepjes levende dieren (25 tot 30 dieren) zijn vrij schuw en leven verborgen. Ze laten zich meer horen dan zien. Hun voedsel bestaat uit bladeren, knoppen, zaden en bloembollen.

## Voorkomen
De soort komt voor van het zuidwesten van Canada tot Baja California in eikenbossen en doornstruiken op de hellingen en in de dalen van het gebergte en telt 5 ondersoorten:
- C. c. brunnescens: van zuidwestelijk Oregon tot centraal Californië.
- C. c. canfieldae: het oostelijke deel van Centraal-Californië.
- C. c. californica: van oostelijk Oregon tot noordwestelijk Mexico.
- C. c. catalinensis: Santa Catalina Island.
- C. c. achrustera: zuidelijk Baja California (noordwestelijk Mexico).

## Beschermingsstatus
Op de Rode Lijst van de IUCN heeft de soort de status niet bedreigd.